# Meneptera diopis
Meneptera diopis là một loài bướm đêm trong họ Noctuidae.